# Club Natació Barcelona
|  | No s'ha de confondre amb Club Natació Atlètic Barceloneta. |

El Club Natació Barcelona és un club poliesportiu privat de la ciutat de Barcelona, fundat el 1907 destacant principalment en la natació i el waterpolo, amb dinou títols de lliga, una copa d'Europa (1982), dues Copes Len (1995, 2004), vuit copes del rei, tres lligues catalanes). Amb les instal·lacions al barri de la Barceloneta, a tocar de la platja de Sant Sebastià, té seccions de natació (1907), waterpolo, salts, vela, atletisme, pilota, rugbi (1922), petanca, triatló i karate. Atletes destacats associats amb el Nata han sigut Josep Marín, Valentí Massana o Maria Vasco. El 2007 fou una de les organitzacions guardonades amb la Creu de Sant Jordi atorgada per la Generalitat de Catalunya.

## Història
L'esperit esportiu de Bernat Picornell i un grup de 16 amics assidus al gimnàs Solé els va impulsar a fundar el Club Natació Barcelona, el 10 de novembre de 1907. El club és el degà de la natació espanyola, fundador de les federacions catalana i espanyola i inspirador del Comitè Olímpic Espanyol, institucions que fou necessari crear perquè els primers olímpics, tots del CNB, poguessin participar en l'olimpíada d'Anvers l'any 1920.

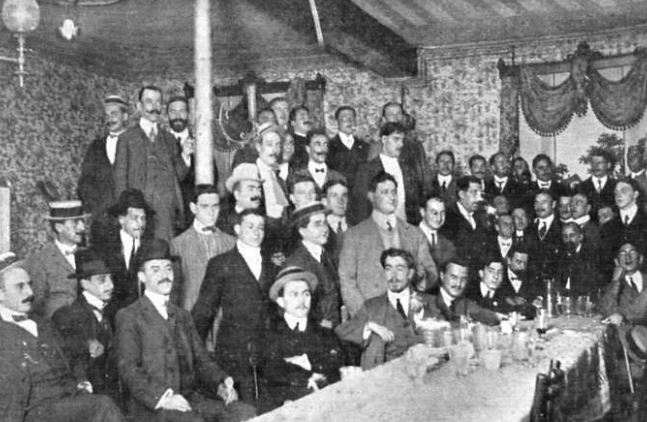
Socis del CN Barcelona el 1910

També és el club degà del waterpolo; disputà el primer partit el 12 de juliol de 1908 enfront de la tripulació d'un vaixell anglès.
El 5 de desembre de 1996 es creà la Fundació del CNB, que té com a finalitat principal la difusió i promoció, esportiva, social i cultural del Club de Natació Barcelona.
L'any 2003 es van celebrar els campionats del món de natació. Al CNB es va competir pel waterpolo en una piscina olímpica inaugurada feia poc temps, de 50 x 25 metres, descoberta i a prop del mar Mediterrani. Organitza des de l'any de la seva fundació (1907) la Copa Nadal de natació.
L'any 2007, el Govern de Catalunya li va concedir la Creu de Sant Jordi.
Des de l'any 2013, el Club de Natació Barcelona organitza el BCNWP Under 10, un torneig de waterpolo dirigit a esportistes de categoria benjamí (menys de 10 anys), que de seguida es va convertir en un referent europeu, amb participants provinents d'arreu de Catalunya així com d'Espanya, França, Itàlia o Alemanya.

## Palmarès

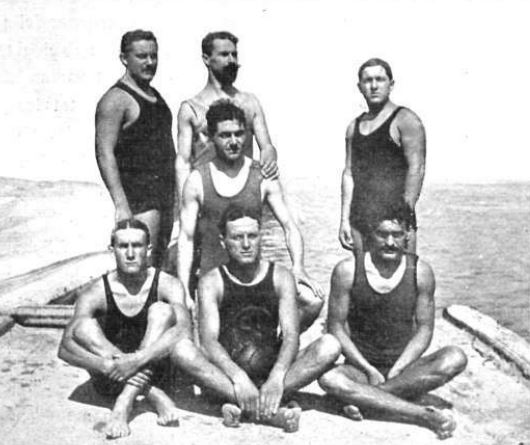
Equip CNB l'any 1910.

### Waterpolo masculí
- Copa d'Europa:
  - 1981-82
- Copa LEN:
  - 1994-95, 2003-04
- Campionat d'Espanya:
  - 1912, 1913, 1914, 1915, 1916, 1917, 1918, 1919, 1920, 1921, 1942, 1943, 1944, 1945, 1946, 1947, 1948, 1949, 1950, 1951, 1952, 1953, 1954, 1955, 1956, 1957, 1958, 1959, 1960, 1961, 1962, 1963, 1964, 1965, 1966, 1967, 1968, 1969, 1970, 1971
- Lliga espanyola:
  - 1965-66, 1966-67, 1967-68, 1968-69, 1970-71, 1971-72, 1974-75, 1979-80, 1980-81, 1981-82, 1982-83, 1986-87, 1990-91, 1994-95, 1995-96, 1996-97, 2001-02, 2003-04, 2004-05)
- Copa espanyola:
  - 1988-89, 1990-91, 1994-95, 1995-96, 1998-99, 2001-02, 2002-03, 2010-11
- Campionat de Catalunya:
  - 1921, 1922, 1923, 1924, 1925, 1926, 1928, 1929, 1930, 1931, 1934, 1941, 1942, 1943, 1944, 1945, 1946, 1947, 1948, 1949, 1950, 1951, 1952, 1953, 1954, 1955, 1956, 1957, 1958, 1959, 1960, 1961, 1962, 1963, 1964, 1965, 1966, 1967, 1968, 1970, 1971, 1972, 1974, 1975, 1977, 1978, 1988-89, 1989-90, 1994-95, 2001-02, 2003-04, 2004-05

### Natació sincronitzada
- 2 Campionat d'Espanya de natació sincronitzada per equips: 1958, 1959

### Rugbi masculí
- 2 Copes espanyoles: 1957, 1963

### Atletisme
- 1 Campionat d'Espanya de clubs d'atletisme masculí - Aire lliure: 1968.
- 2 Campionat d'Espanya de clubs d'atletismo femení - Pista coberta: 1985, 1986.